# لقاوة
لقاوة مدينة تقع في ولاية جنوب كردفان بالسودان على ارتفاع 541
متر (1776 قدم) فوق سطح البحر. 
وتبعد حوالي 593 كيلومتر (371.60 ميل) من الخرطوم العاصمة.
وعلى بعد 75 كيلومتر (47 ميل ) من كادوقلي حاضرة الولاية.

## التسمية
يطلق عليها أهلها لقب «أبو عرديبة روح البلد». وأما التسمية لقاوة فيردها البعض إلى لفظ اللقية باللهجة العربية السودانية، أي اللقية الطيبة، بمعنى الموقع الصالح للسكن الذي تم العثور عليه. وكانت تسمى في السابق لقاوة الشايب.

## الموقع
تقع لقاوة غرب ولاية جنوب كردفان بين خط العرض 11 درجة و23 دقيقة، وخط الطول 29 درجة و7 دقيقة. ويحدها من الغرب خور روابة ومن الشمال الشرقي منطقة السرف، ومن الشمال دار حمر، ومن الشرق ريفي شمال الجبال وجنوب الجبال، ومن الجنوب إقليم بحر الغزال وأعالي النيل بجنوب السودان و من الغرب  جنوب دار فور.

## الطوبغرافيا
تعتبر لقاوة آخر مدينة في نهاية سلسلة تلال النوبة وتحيط بها من الجنوب الشرقي جبال ورينا، وجبال كمدا الطرين، ويجري في غربها خور روابة، وهو وادي موسمي يفيض بالمياه في موسم الخريف المطير. ونوع التربة في لقاوة غرينية سوداء.

## السكان
تقيم في لقاوة مختلف القبائل السودانية بما فيها مجموعات النوبة خاصة قبائل كمدا، وتلشي وتيما وطبق والكاشا والشفر وأبو جنوق وقبائل البقارة ومن بينهم المسيرية الزرق، بالإضافة إالى قبيلة الداجو. ويبلغ إجمالي سكان لقاوة 107,271 نسمة.

## التعليم
توجد بالمدينة عدة مدارس للبنين في المرحلة الإ بتدائية ومن بينها المدرسة الغربية الابتدائية وهي من اقدم مدارس المدينة، ثم المدرسة الشرقية الابتدائية، تليها المدرسة الجنوبية فمدرسة نبقاية، ومدرسة دبكاية العتالة. وأما مدارس البنات الابتدائية فهي تضم الشرقية والغربية. وهناك مدرستان في المرحلة المتوسطة واحدة للبنين وأخرى للبنات، إلى جانب مدرستين مماثلتين في المرحلة الثانوية العليا.

## الصحة
يوجد بالمدينة مستشفى ريفي واحد.

## الاقتصاد
يقوم اقتصاد لقاوة على الزراعة وتربية الحيوان خاصة المواشي وهناك سوق للمواشي وأخرى للمحاصيل. كما يوجد قطاع للبستنة يتمثل في البساتين العديدة.

## النقل
تعتبر لقاوة نقطة وصل مهمة تربط بين مدينتي كادقلي والفولة من جانب وبين مدينتي الدلنج ومنطقة أبيي من جانب أخر ومع ذلك لا يوجد بها خطاً للسكك الحديدية ولا طريق قومي معبد.

## الإدارة
كانت لقاوة تدار في بدايات القرن العشرين وحتى نهاية أربعيناته القرن من مدينة النهود ثم انتقلت رئاستها إلى رجل الفولة وكانت تسمى ريفي المسيرية حيث كان المسيرية يشكلون الأغلبية وسط لقاوة. وهي اليوم محلية من محليات السودان.